# 枣园镇 (长武县)
枣园镇，是中华人民共和国陕西省咸陽市长武县下辖的一个乡镇级行政单位。

## 行政区划
枣园镇下辖以下地区：
枣园村、田家村、惠家村、李家洼村、郭村、武家村、牛王村、西河村、绳邓村、寨子村、河川口村和张家沟村。